# Biblioteca Pública Benedito Leite
Biblioteca Pública Benedito Leite está localizada na Praça do Pantheon, no Centro Histórico de São Luís. É a maior biblioteca pública do Maranhão e a 11.ª maior do Brasil, com um acervo de cerca de 140 mil obras nacionais e estrangeiras. Como instituição, é também uma das mais antigas do país, tendo mudado de sede diversas vezes da sua fundação até os dias atuais.

## A instituição da Biblioteca Pública
Sua criação foi proposta por Antônio Pedro da Costa Ferreira em uma sessão no Conselho Geral da Província, em 8 de julho de 1826 e apesar de aprovada, não se concretizou devido à falta de recursos. Em 17 de junho de 1829, o presidente da província, Cândido José de Araújo Viana, enviou um expediente ao imperador D. Pedro I solicitando autorização para a construção da Biblioteca Pública, o que foi recusado, novamente, devido à ausência de recursos. O presidente recorreu à subscrição popular. Depois de três anos, a Assembleia Legislativa Provincial autorizou sua criação, que ocorreu em 29 de setembro de 1829. Foi inaugurada em 3 de maio de 1831, contendo 1448 volumes e ocupando uma das salas do Convento do Carmo, na Rua do Egito. Os livros foram adquiridos com o dinheiro da arrecadado pela subscrição popular e através de doações.
Sem condições de ser mantida pelo Estado e com a deterioração de grande parte do acervo, a biblioteca é anexada ao Liceu Maranhense pela Lei nº 752, de 1º. de junho de 1866, aprovada pela Assembleia Legislativa Provincial; em 1872, pela Lei nº 991 de 10 de junho, passa a ser tutelada pela Sociedade Onze de Agosto, que vem à falência em 1880; em 1º de julho de 1882, o presidente da província transfere o que restava do acervo para uma sala na Igreja da Sé e em 1886, novamente para o Convento do Carmo, onde a biblioteca fica esquecida por anos. Em 1892, é transferida para o canto Henrique Leal, na Rua Afonso Pena, e em 5 de junho de 1895, sob a direção do professor José Ribeiro Amaral, para a atual sede da Academia Maranhense de Letras, na Rua da Paz. É reinaugurada ao público em 25 de janeiro de 1898, sob a direção de Antônio Francisco Leal Lobo. A biblioteca é novamente transferida para a Rua do Egito em 1914, permanecendo ali até 1927, quando retorna à Rua da Paz; e em 1931, é transferida provisoriamente para o sobrado nº 107 desta rua.
Em 24 de abril de 1918, o governador José Joaquim Marques havia sancionado a Lei nº 816, autorizando a construção ou adaptação de um edifício com a função própria de abrigar a Biblioteca Pública, entretanto, sem que fosse tomada nenhuma providência.

## Sede atual

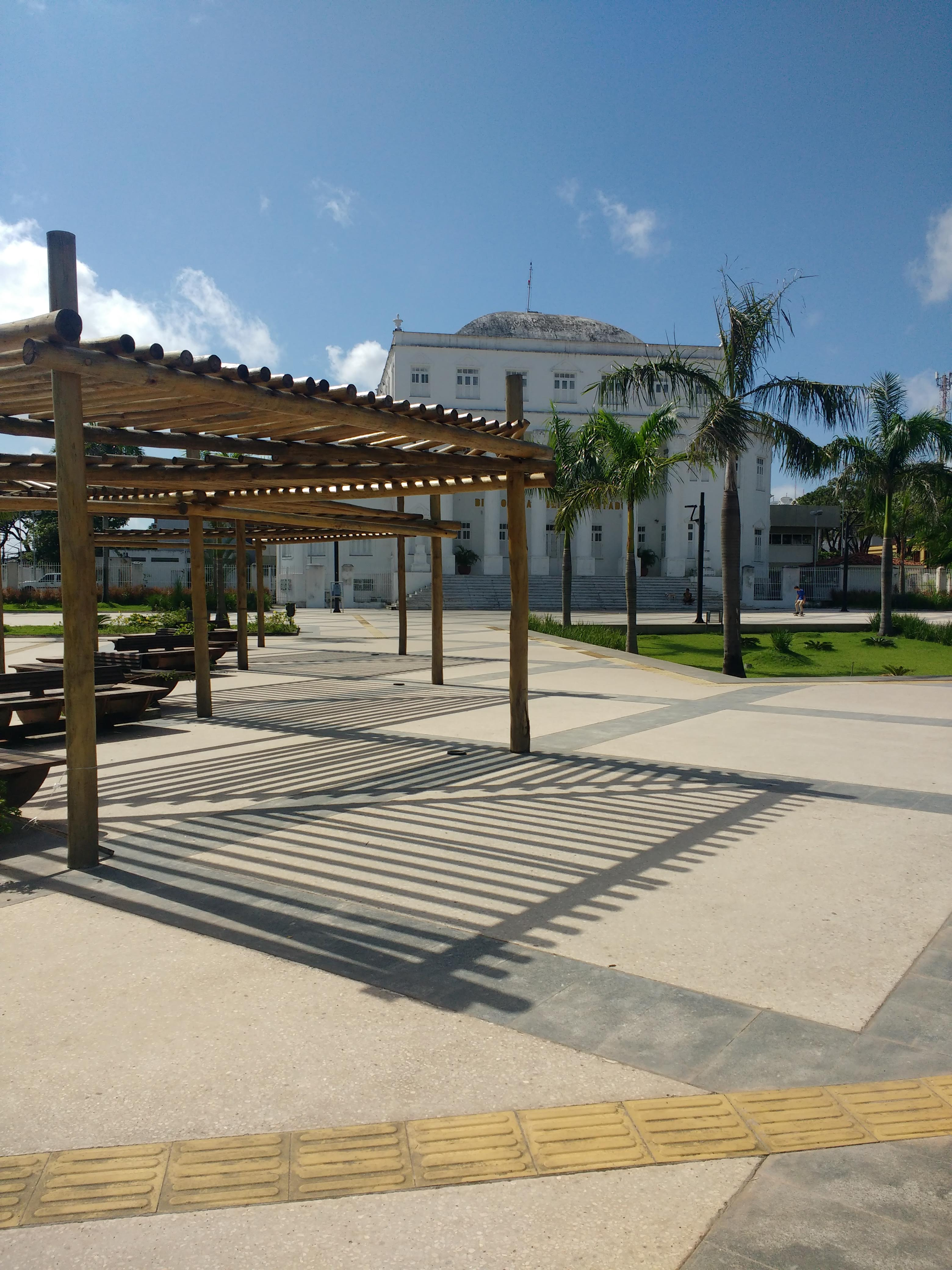
Biblioteca Benedito Leite, na Praça do Pantheon, em São Luís (MA)

Em meados do século XX, foi iniciada a construção da sede atual, projetada pelo arquiteto João Magalhães de Araújo e executada pelo engenheiro Antônio Alexandre Bayma, durante o governo de Sebastião Archer da Silva, sendo inaugurada em 12 de setembro de 1951. O prédio, localizado na Praça Deodoro, possui estilo neoclássico, com elementos como colunas em estilo grego, alas semicirculares, uma cúpula central e janelas encimadas por frontões. Pelo Decreto nº 1316 de 8 de abril de 1958, a Biblioteca Pública do Estado recebe o nome de Biblioteca Pública Benedito Leite, em homenagem ao ex-governador do Maranhão.

### Interdição e reforma
A Biblioteca foi interditada para reformas em setembro de 2009, pois, de acordo com a Defesa Civil, o edifício apresentava riscos que o tornavam impróprio para uso. As obras foram iniciadas em novembro de 2010 e, apesar da previsão de conclusão para o início de 2012, só foram finalizadas em 2013. A biblioteca foi reinaugurada em 9 de maio, com um investimento de R$ 7 milhões. As obras incluíram a recuperação total da estrutura física, construção de novos espaços, acessibilidade para deficientes, aquisição de equipamentos de alta tecnologia e enriquecimento do acervo com 10 mil obras.

### Complexo Deodoro
Em 2018, o seu entorno passou por uma ampla reforma, em projeto coordenado pelo IPHAN e a Prefeitura, que incluiu a Praça do Pantheon e as Alamedas Silva Maia e Gomes de Castro, com nova pavimentação de concreto lapidado e granito, itens de acessibilidade, caramanchões, bancos de pedras de lioz, novo sistema de iluminação e paisagismo, com a plantação de arbustos nativos e a volta dos bustos dos escritores. [8]

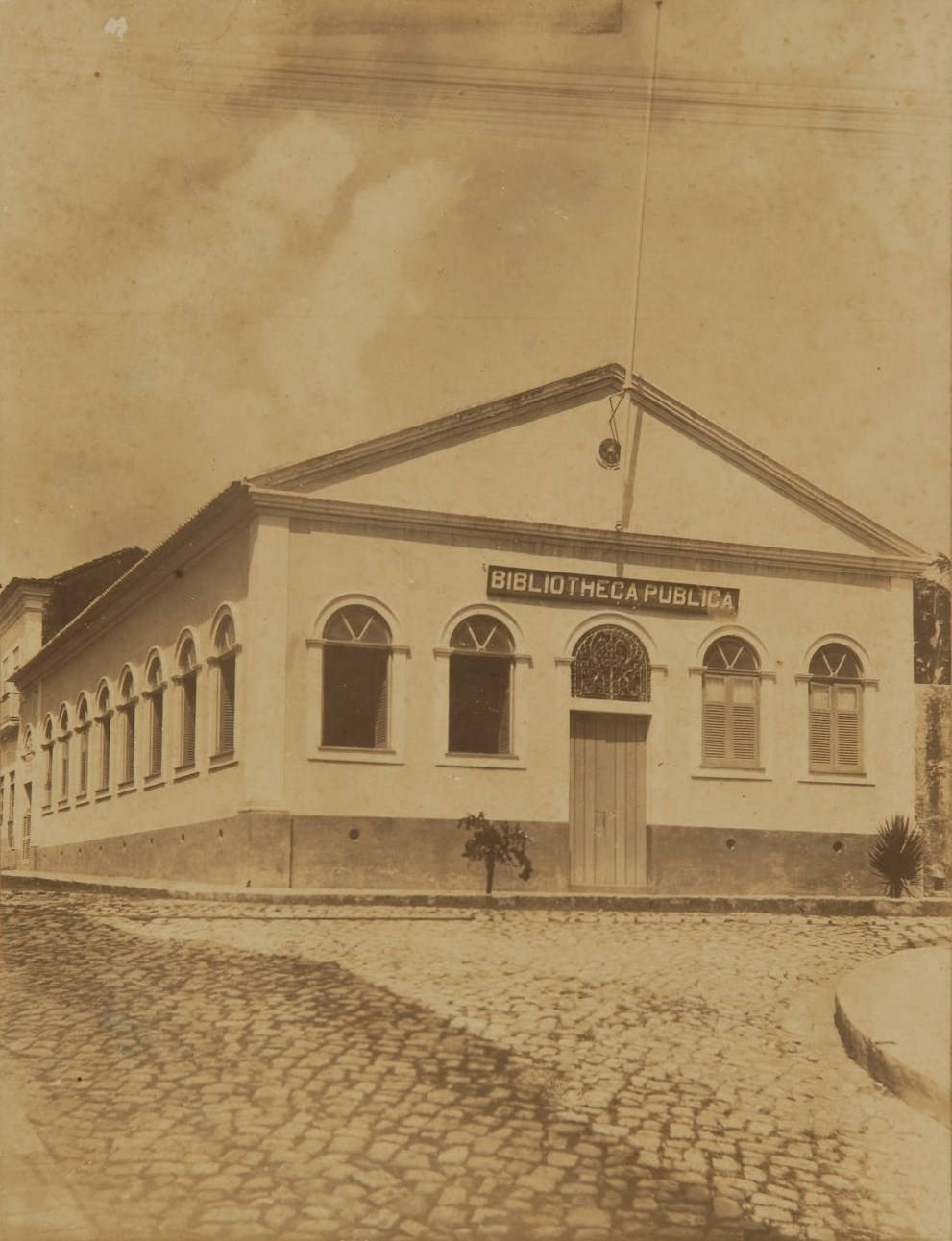
Biblioteca Pública na atual sede da AML, em 1908